# Рохан Китсхоф
Рохан Китсхоф (енгл. Rohan Kitshoff; 13. септембар 1985) професионални је рагбиста и репрезентативац Намибије. Већи део каријере провео је у Јужноафричкој Републици, играјући за Вестерн Провинс и Гриквас у Водаком купу. У супер рагбију одиграо је за Стормерсе 2 утакмице. Играо је и за француски Бордо. За репрезентацију Намибије почео је да игра 2010. а следеће године одиграо је све 4 утакмице на светском првенству одржаном на Новом Зеланду.